# Johan Clarey
Johan Claude Clarey (ur. 8 stycznia 1981 w Annecy) – francuski narciarz alpejski, specjalizujący się w konkurencjach szybkościowych, wicemistrz olimpijski i wicemistrz świata.

## Kariera
Po raz pierwszy na arenie międzynarodowej pojawił się 27 listopada 1996 roku w Val Thorens, gdzie w zawodach FIS Race zajął 32. miejsce w slalomie. W 2000 roku wystartował na mistrzostwach świata juniorów w Quebecu, gdzie jego najlepszym wynikiem było 21. miejsce w tej samej konkurencji. Podczas rozgrywanych rok później mistrzostw świata juniorów w Verbier zajął między innymi czwarte miejsce w zjeździe.
W zawodach Pucharu Świata zadebiutował 29 listopada 2003 roku w Lake Louise, zajmując 50, miejsce w zjeździe. Pierwsze pucharowe punkty wywalczył 10 stycznia 2004 roku w Chamonix, zajmując 29. miejsce w tej samej konkurencji. Na podium zawodów tego cyklu po raz pierwszy stanął 19 grudnia 2009 roku w Val Gardena, kończąc zjazd na trzeciej pozycji. W zawodach tych wyprzedzili go jedynie Kanadyjczyk Manuel Osborne-Paradis i Austriak Mario Scheiber. W sezonach 2018/2019-2022/2023 zajmował 19. miejsce w klasyfikacji generalnej. W sezonie  020/2021 był czwarty w klasyfikacji zjazdu.
W 2010 roku wystartował na igrzyskach olimpijskich w Vancouver, gdzie nie ukończył superkombinacji, a w zjeździe zajął 27. miejsce. Na rozgrywanych cztery lata później igrzyskach w Soczi nie ukończył zjazdu, zajął za to dziewiętnaste miejsce w supergigancie. Podczas igrzysk olimpijskich w Pjongczangu w 2018 roku w swoim jedynym starcie był osiemnasty w zjeździe. W tej samej konkurencji wywalczył srebrny medal na igrzyskach olimpijskich w Pekinie w 2022 roku. Rozdzielił tam na podium Beata Feuza ze Szwajcarii i Austriaka Matthiasa Mayera.
Na mistrzostwach świata w Åre w 2019 roku był drugi w supergigancie. Uplasował się tam za Włochem Dominikiem Parisem, a srebrny medal zdobył ex aequo z Austriakiem Vincentem Kriechmayrem. Był też między innymi ósmy w zjeździe podczas mistrzostw świata w Garmisch-Partenkirchen w 2011 roku.

## Osiągnięcia

### Igrzyska olimpijskie
| Miejsce | Dzień     | Rok  | Miejscowość | Konkurencja     | Czas zawodów | Strata | Zwycięzca          |
| ------- | --------- | ---- | ----------- | --------------- | ------------ | ------ | ------------------ |
| 27.     | 15 lutego | 2010 | Vancouver   | Zjazd           | 1:54,31      | +1,98  | Didier Défago      |
| DNF1    | 21 lutego | 2010 | Vancouver   | Superkombinacja | 2:44,92      | -      | Bode Miller        |
| DNF     | 9 lutego  | 2014 | Soczi       | Zjazd           | 2:06,23      | -      | Matthias Mayer     |
| 19.     | 16 lutego | 2014 | Soczi       | Supergigant     | 1:18,14      | +1,61  | Kjetil Jansrud     |
| 18.     | 15 lutego | 2018 | Pjongczang  | Zjazd           | 1:40,25      | +2,14  | Aksel Lund Svindal |
| 2.      | 7 lutego  | 2022 | Pekin       | Zjazd           | 1:42,69      | +0,10  | Beat Feuz          |

### Mistrzostwa świata
| Miejsce | Dzień     | Rok  | Miejscowość        | Konkurencja | Czas biegu | Strata | Zwycięzca          |
| ------- | --------- | ---- | ------------------ | ----------- | ---------- | ------ | ------------------ |
| 8.      | 12 lutego | 2011 | Ga-Pa              | Zjazd       | 1:58,41    | +1,94  | Erik Guay          |
| 30.     | 5 lutego  | 2015 | Vail/Beaver Creek  | Supergigant | 1:15,68    | +2,66  | Hannes Reichelt    |
| 16.     | 7 lutego  | 2015 | Vail/Beaver Creek  | Zjazd       | 1:43,18    | +1,08  | Patrick Küng       |
| DNF     | 12 lutego | 2017 | Sankt Moritz       | Zjazd       | 1:38,91    | -      | Beat Feuz          |
| 2.      | 6 lutego  | 2019 | Åre                | Supergigant | 1:24,20    | +0,09  | Dominik Paris      |
| 19.     | 9 lutego  | 2019 | Åre                | Zjazd       | 1:19,98    | +1,37  | Kjetil Jansrud     |
| DNF     | 11 lutego | 2021 | Cortina d’Ampezzo  | Supergigant | 1:19,41    | -      | Vincent Kriechmayr |
| 16.     | 14 lutego | 2021 | Cortina d’Ampezzo  | Zjazd       | 1:37,79    | +1,50  | Vincent Kriechmayr |
| 23.     | 12 lutego | 2023 | Courchevel/Méribel | Zjazd       | 1:47,05    | +1,89  | Marco Odermatt     |

### Mistrzostwa świata juniorów
| Miejsce | Dzień     | Rok  | Miejscowość | Konkurencja | Czas biegu  | Strata  | Zwycięzca          |
| ------- | --------- | ---- | ----------- | ----------- | ----------- | ------- | ------------------ |
| 28.     | 21 lutego | 2000 | Québec      | Zjazd       | 1:10,77 min | +2,38 s | Thomas Graggaber   |
| 21.     | 25 lutego | 2000 | Québec      | Slalom      | 1:52,95 min | +3,42 s | Daniel Défago      |
| 28.     | 26 lutego | 2000 | Québec      | Gigant      | 1:52,09 min | +3,59 s | Georg Streitberger |
| 4.      | 5 lutego  | 2001 | Verbier     | Zjazd       | 1:30,23 min | +1,35 s | Thomas Graggaber   |
| 44.     | 8 lutego  | 2001 | Verbier     | Gigant      | 2:08,79 min | +4,80 s | Hannes Reiter      |
| 18.     | 9 lutego  | 2001 | Verbier     | Slalom      | 1:25,72 min | +3,31 s | Stefan Kogler      |

### Puchar Świata

#### Miejsca w klasyfikacji generalnej
- sezon 2003/2004: 140.
- sezon 2006/2007: 86.
- sezon 2007/2008: 78.
- sezon 2008/2009: 92.
- sezon 2009/2010: 61.
- sezon 2010/2011: 56.
- sezon 2011/2012: 29.
- sezon 2012/2013: 23.
- sezon 2013/2014: 25.
- sezon 2014/2015: 32.
- sezon 2015/2016: 37.
- sezon 2016/2017: 52.
- sezon 2017/2018: 54.
- sezon 2018/2019: 19.
- sezon 2019/2020: 19.
- sezon 2020/2021: 19.
- sezon 2021/2022: 19.
- sezon 2022/2023: 19.

#### Miejsca na podium w zawodach
1. Val Gardena – 19 grudnia 2009 (zjazd) – 3. miejsce[1]
2. Val Gardena – 21 grudnia 2013 (zjazd) – 3. miejsce
3. Kvitfjell – 1 marca 2014 (zjazd) – 2. miejsce
4. Kitzbühel – 21 stycznia 2017 (zjazd) – 3. miejsce
5. Kitzbühel – 27 stycznia 2019 (supergigant) – 2. miejsce
6. Beaver Creek – 7 grudnia 2019 (zjazd) – 2. miejsce
7. Garmisch-Partenkirchen – 1 lutego 2020 (zjazd) – 3. miejsce
8. Kitzbühel – 24 stycznia 2021 (zjazd) – 2. miejsce
9. Kitzbühel – 21 stycznia 2022 (zjazd) – 2. miejsce
10. Val Gardena – 17 grudnia 2022 (zjazd) – 2. miejsce
11. Kitzbühel – 21 stycznia 2023 (zjazd) – 2. miejsce